# Bale Me
Bale Me is een bestuurslaag in het regentschap Bireuen van de provincie Atjeh, Indonesië. Bale Me telt 176 inwoners (volkstelling 2010).